# Государственный дом
Государственный дом (англ.  State House) является официальной резиденцией президента Гайаны. Это здание было официальной резиденцией губернатора Британской Гвианы, а также резиденцией правительства. Резиденция представляет собой внушительных размеров здание, с отличающейся архитектурой и красивым живописным парком.
Здание было построено в 1858 году и было резиденцией генерал-губернатора Гвианы до 1970 года, когда второй президент Гайаны, Артур Чжун заселился туда. Бывшие президенты Форбс Бёрнэм и Дезмонд Хойт проживали не в этой резиденции, а в доме Кастеллани, в котором сейчас находится Национальная художественная галерея Гайаны. В 1992 году Чедди Джаган, после того, как был избран президентом кооперативной республики, переехал в государственный дом, и с тех пор он служил официальной резиденцией президента Гайаны. Это здание несколько раз реконструировалось, но у него есть несколько отличительных особенностей, например шесть окон в георгианском стиле.